# 恒州 (河北省)
恒州（こうしゅう）は、中国にかつて存在した州。南北朝時代から五代十国時代にかけて、現在の河北省石家荘市一帯に設置された。

## 魏晋南北朝時代
578年（宣政元年）、北周により定州から常山郡が分割され、恒州が置かれた。

## 隋代
隋初には、恒州は2郡5県を管轄した。583年（開皇3年）、隋が郡制を廃すると、恒州の属郡の常山郡と蒲吾郡が廃止された。607年（大業3年）に州が廃止されて郡が置かれると、恒州は恒山郡と改称され、下部に8県を管轄した。613年（大業9年）、恒山郡は廃止され、高陽郡に統合された。617年（義寧元年）、再び恒山郡が設置された。隋代の行政区分に関しては下表を参照。
| 隋代の行政区画変遷 | 隋代の行政区画変遷 | 隋代の行政区画変遷   | 隋代の行政区画変遷 | 隋代の行政区画変遷 | 隋代の行政区画変遷                                      |
| 区分               | 開皇元年           | 開皇元年             | 開皇元年           | 区分               | 大業3年                                                 |
| ------------------ | ------------------ | -------------------- | ------------------ | ------------------ | ------------------------------------------------------- |
| 州                 | 恒州               | 恒州                 | 定州               | 郡                 | 恒山郡                                                  |
| 郡                 | 常山郡             | 蒲吾郡               | 鮮虞郡             | 県                 | 真定県 井陘県 霊寿県 九門県 行唐県 滋陽県 石邑県 房山県 |
| 県                 | 真定県 井陘県      | 霊寿県 蒲吾県 行唐県 | 新市県             | 県                 | 真定県 井陘県 霊寿県 九門県 行唐県 滋陽県 石邑県 房山県 |

## 唐代
618年（武徳元年）、唐により恒山郡は恒州と改められた。恒州は真定・石邑・九門・行唐・滋陽の5県を管轄し、その州治は石邑県に置かれた。742年（天宝元年）、恒州は常山郡と改称された。756年（天宝15年）、常山郡は平山郡と改称された。758年（乾元元年）、平山郡は恒州の称にもどされた。820年（元和15年）、穆宗の諱を避けるために、恒州は鎮州と改称された。鎮州は河北道に属し、真定・石邑・九門・行唐・霊寿・井陘・獲鹿・平山・藁城・欒城・鼓城の11県を管轄した。

## 五代十国時代
923年（同光元年）4月、後唐により鎮州に北都が建てられ、鎮州は真定府と改められた。同年11月、真定府は鎮州の称にもどされた。942年（天福7年）、後晋により鎮州は恒州と改称された。947年（天福12年）、後漢により恒州は鎮州の称にもどされた。948年（乾祐元年）、鎮州は真定府と改められた。951年（広順元年）、後周により真定府は鎮州の称にもどされた。

## 宋代以降
1048年（慶暦8年）、北宋により鎮州は真定府と改められた。真定府は河北西路に属し、真定・藁城・欒城・元氏・井陘・獲鹿・平山・行唐・霊寿の9県と北寨と天威軍を管轄した。
金のとき、真定府は河北西路に属し、真定・藁城・欒城・元氏・獲鹿・平山・行唐・霊寿・阜平の9県と嘉祐・行台・慈谷の3鎮を管轄した。
モンゴル帝国により真定府は真定路と改められた。元のとき、真定路は中書省に属し、録事司と直属の真定・藁城・欒城・元氏・獲鹿・平山・霊寿・阜平・渉の9県と中山府に属する安喜・新楽・無極の3県と趙州に属する平棘・柏郷・隆平・高邑・臨城・賛皇・寧晋の7県と冀州に属する信都・南宮・棗強・武邑・新河の5県と晋州に属する鼓城・安平・饒陽・武強の4県と深州に属する静安・衡水の2県と蠡州、合わせて1府5州30県を管轄した。
1368年（洪武元年）、明により真定路は真定府と改められた。真定府は北直隷に属し、直属の真定・藁城・欒城・元氏・井陘・獲鹿・平山・行唐・霊寿・阜平・無極の11県と定州に属する新楽・曲陽の2県と趙州に属する柏郷・隆平・高邑・臨城・賛皇・寧晋の6県と冀州に属する南宮・棗強・武邑・新河の4県と晋州に属する安平・饒陽・武強の3県と深州に属する衡水県、合わせて5州27県を管轄した。
1723年（雍正元年）、清により雍正帝の諱を避けるために、真定府は正定府と改称された。正定府は直隷省に属し、正定・藁城・欒城・元氏・井陘・獲鹿・平山・行唐・霊寿・阜平・無極・賛皇・新楽・晋州の1州13県を管轄した。
1913年、中華民国により正定府は廃止された。
鎮州・真定府・正定府などの中心が置かれたのは正定県（真定県）であったが、やがて鉄道駅のできた石家荘の町が大きくなり、地域の中心の地位を正定から奪った。